# Super League 2021-2022
La Super League 2021-2022, nota come Credit Suisse Super League 2021-2022 per motivi di sponsorizzazione, è stata la 125ª edizione della massima divisione del campionato svizzero di calcio, la 19ª edizione sotto l'attuale denominazione, con stagione regolare, iniziata il 24 luglio 2021 e terminata il 22 maggio 2022. Lo Young Boys era la squadra campione in carica. Lo Zurigo si è laureato campione per la tredicesima volta nella propria storia.

## Stagione

### Novità
Dalla Super League 2020-2021 è stato retrocesso in cadetteria il Vaduz, classificatosi all'ultimo posto, mentre dalla Challenge League 2020-2021 è state promosso il Grasshoppers, vincitore della competizione.

### Formula
Le 10 squadre partecipanti si affrontano in un doppio girone all'italiana con partite di andata e ritorno per un totale di 36 giornate. Confermato lo spareggio promozione-retrocessione, che vede affrontarsi la nona classificata di Super League e la seconda di Challenge League in una sfida di andata e ritorno.
- La squadra campione di Svizzera è ammessa al secondo turno di qualificazione della UEFA Champions League 2022-2023.
- La 2ª e la 3ª classificate sono ammesse al secondo turno di qualificazione della UEFA Europa Conference League 2022-2023.
- La 9ª classificata è ammessa allo spareggio promozione-retrocessione.
- L'ultima classificata retrocede in Challenge League.

## Squadre partecipanti
| Club         | Stagione | Città     | Stadio                         | Stagione precedente          |
| ------------ | -------- | --------- | ------------------------------ | ---------------------------- |
| Basilea      | dettagli | Basilea   | St. Jakob-Park                 | 2º posto in Super League     |
| Grasshoppers | dettagli | Zurigo    | Stadio Letzigrund              | 1º posto in Challenge League |
| Losanna      | dettagli | Losanna   | Stade Olympique de la Pontaise | 6º posto in Super League     |
| Lucerna      | dettagli | Lucerna   | Swissporarena                  | 5º posto in Super League     |
| Lugano       | dettagli | Lugano    | Stadio di Cornaredo            | 4º posto in Super League     |
| Servette     | dettagli | Ginevra   | Stade de Genève                | 3º posto in Super League     |
| San Gallo    | dettagli | San Gallo | Kybunpark                      | 7º posto in Super League     |
| Sion         | dettagli | Sion      | Stade Tourbillon               | 9º posto in Super League     |
| Young Boys   | dettagli | Berna     | Stadio Wankdorf                | Campione di Svizzera         |
| Zurigo       | dettagli | Zurigo    | Stadio Letzigrund              | 8º posto in Super League     |

## Allenatori e primatisti
| Squadra      | Allenatore                                                                           | Giocatore più presente (tra parentesi il numero delle presenze) | Capocannoniere (tra parentesi il numero dei gol segnati) |
| ------------ | ------------------------------------------------------------------------------------ | --------------------------------------------------------------- | -------------------------------------------------------- |
| Basilea      | Patrick Rahmen (1ª-22ª) Guillermo Abascal (23ª-36ª)                                  | Heinz Lindner (36)                                              | Arthur Cabral (14)                                       |
| Grasshoppers | Giorgio Contini                                                                      | André Moreira (35)                                              | Kaly Sène (10)                                           |
| Losanna      | Ilja Borenovic (1ª-19ª) Alain Casanova (20ª-36ª)                                     | Zeki Amdouni (34) Hicham Mahou (34)                             | Zeki Amdouni (12)                                        |
| Lucerna      | Fabio Celestini (1ª-14ª) Sandro Chieffo (15ª-18ª) Mario Frick (calciatore) (19ª-36ª) | Filip Ugrinić (34) Christian Gentner (34) Marco Burch (34)      | Filip Ugrinić (8)                                        |
| Lugano       | Abel Braga (1ª-3ª, 5ª) Mattia Croci-Torti (4ª, 6ª-36ª)                               | Jonathan Sabbatini (35)                                         | Žan Celar (9)                                            |
| San Gallo    | Peter Zeidler                                                                        | Lawrence Ati-Zigi (36)                                          | Kwadwo Duah (15)                                         |
| Servette     | Alain Geiger                                                                         | Miroslav Stevanović (34)                                        | Kastriot Imeri (11)                                      |
| Sion         | Marco Walker (1ª-9ª) Paolo Tramezzani (10ª-36ª)                                      | Filip Stojilković (35)                                          | Filip Stojilković (11)                                   |
| Young Boys   | David Wagner (1ª-25ª) Matteo Vanetta (26ª-36ª)                                       | Vincent Sierro (33)                                             | Jordan Siebatcheu (22)                                   |
| Zurigo       | André Breitenreiter                                                                  | Ousmane Doumbia (35)                                            | Assan Ceesay (20)                                        |

## Classifica finale
|       | Pos. | Squadra      | Pt | G  | V  | N  | P  | GF | GS | DR  |
| ----- | ---- | ------------ | -- | -- | -- | -- | -- | -- | -- | --- |
|       | 1.   | Zurigo       | 76 | 36 | 23 | 7  | 6  | 78 | 46 | +32 |
|       | 2.   | Basilea      | 62 | 36 | 15 | 17 | 4  | 70 | 41 | +29 |
|       | 3.   | Young Boys   | 60 | 36 | 16 | 12 | 8  | 80 | 50 | +30 |
| [ 3 ] | 4.   | Lugano       | 54 | 36 | 16 | 6  | 14 | 50 | 54 | -4  |
|       | 5.   | San Gallo    | 50 | 36 | 14 | 8  | 14 | 68 | 63 | +5  |
|       | 6.   | Servette     | 44 | 36 | 12 | 8  | 16 | 50 | 66 | -16 |
|       | 7.   | Sion         | 41 | 36 | 11 | 8  | 17 | 46 | 67 | -21 |
|       | 8.   | Grasshoppers | 40 | 36 | 9  | 13 | 14 | 54 | 58 | -4  |
|       | 9.   | Lucerna      | 40 | 36 | 9  | 13 | 14 | 52 | 64 | -12 |
|       | 10.  | Losanna      | 22 | 36 | 4  | 10 | 22 | 37 | 76 | -39 |

Legenda:
      Campione di Svizzera e ammessa al secondo turno di qualificazione della UEFA Champions League 2022-2023.
      Ammesse alle qualificazioni della UEFA Europa Conference League 2022-2023.
  Ammessa allo spareggio promozione-retrocessione.
      Retrocessa in Challenge League 2022-2023.
Regolamento:
Tre punti a vittoria, uno a pareggio, zero a sconfitta.
In caso di arrivo di due o più squadre a pari punti, la graduatoria finale verrà stilata secondo la classifica avulsa tra le squadre interessate che prevede, in ordine, i seguenti criteri:
- Punti negli scontri diretti
- Differenza reti negli scontri diretti
- Differenza reti generale
- Reti realizzate in generale
- Sorteggio

## Risultati

### Prima fase
|              | BAS  | GRA  | LOS  | LUC  | LUG  | SAN  | SER  | SIO  | YOU  | ZUR  |
| ------------ | ---- | ---- | ---- | ---- | ---- | ---- | ---- | ---- | ---- | ---- |
| Basilea      | –––– | 2-2  | 1-1  | 1-1  | 2-0  | 0-1  | 5-1  | 6-1  | 1-1  | 3-1  |
| Grasshoppers | 0-2  | –––– | 3-1  | 1-1  | 0-1  | 5-2  | 1-1  | 3-1  | 1-1  | 3-3  |
| Losanna      | 2-2  | 3-1  | –––– | 1-1  | 0-2  | 1-2  | 0-3  | 1-1  | 1-6  | 1-3  |
| Lucerna      | 1-3  | 1-1  | 1-1  | –––– | 2-3  | 2-0  | 0-2  | 0-1  | 3-4  | 1-3  |
| Lugano       | 1-1  | 1-1  | 2-0  | 3-1  | –––– | 2-1  | 2-1  | 2-0  | 0-5  | 0-2  |
| San Gallo    | 0-2  | 0-4  | 0-1  | 2-2  | 1-1  | –––– | 2-1  | 1-1  | 3-1  | 3-3  |
| Servette     | 2-2  | 3-2  | 1-1  | 4-1  | 0-2  | 5-1  | –––– | 1-2  | 0-6  | 1-2  |
| Sion         | 0-1  | 1-3  | 2-0  | 1-1  | 3-2  | 3-1  | 1-2  | –––– | 1-0  | 0-1  |
| Young Boys   | 1-1  | 0-0  | 3-2  | 1-1  | 3-1  | 2-1  | 1-2  | 4-3  | –––– | 4-0  |
| Zurigo       | 3-3  | 2-1  | 3-1  | 4-0  | 1-0  | 3-1  | 2-2  | 6-2  | 1-0  | –––– |

### Seconda fase
|              | BAS  | GRA  | LOS  | LUC  | LUG  | SAN  | SER  | SIO  | YOU  | ZUR  |
| ------------ | ---- | ---- | ---- | ---- | ---- | ---- | ---- | ---- | ---- | ---- |
| Basilea      | –––– | 1-1  | 3-0  | 3-0  | 2-1  | 2-2  | 2-0  | 3-3  | 2-2  | 0-2  |
| Grasshoppers | 2-4  | –––– | 3-1  | 2-2  | 1-2  | 3-2  | 2-4  | 0-1  | 2-2  | 1-3  |
| Losanna      | 0-0  | 0-2  | –––– | 1-2  | 4-1  | 1-5  | 4-1  | 1-2  | 2-2  | 0-2  |
| Lucerna      | 0-3  | 1-0  | 3-0  | –––– | 2-2  | 3-2  | 4-0  | 1-0  | 2-2  | 0-2  |
| Lugano       | 0-2  | 1-1  | 3-1  | 2-1  | –––– | 0-2  | 2-0  | 1-3  | 3-1  | 2-1  |
| San Gallo    | 2-2  | 2-0  | 4-0  | 3-2  | 3-0  | –––– | 5-1  | 1-1  | 3-3  | 1-2  |
| Servette     | 0-0  | 0-1  | 1-0  | 1-1  | 2-2  | 0-2  | –––– | 2-1  | 1-0  | 1-0  |
| Sion         | 0-0  | 2-0  | 1-0  | 1-3  | 0-3  | 0-3  | 3-3  | –––– | 1-2  | 1-1  |
| Young Boys   | 3-1  | 3-0  | 2-2  | 2-2  | 1-0  | 4-1  | 3-1  | 3-1  | –––– | 1-2  |
| Zurigo       | 4-2  | 1-1  | 2-2  | 2-3  | 3-0  | 0-3  | 1-0  | 5-1  | 2-1  | –––– |

## Spareggi

### Spareggio promozione-retrocessione
Allo spareggio sono ammesse la nona classificata in Super League e la seconda classificata in Challenge League.
|           | Risultati |           | Luogo e data              |
| --------- | --------- | --------- | ------------------------- |
| Sciaffusa | 2 - 2     | Lucerna   | Sciaffusa, 26 maggio 2022 |
| Lucerna   | 2 - 0     | Sciaffusa | Lucerna, 29 maggio 2022   |
|           |           |           |                           |

## Statistiche

### Squadre

#### Capoliste solitarie
|    | —— | —— | ——     | ——     | ——     | ——      | ——      | ——         | ——      | ——      | ——      | ——      | ——     | ——     | ——     | ——     | ——     | ——     | ——     | ——     | ——     | ——     | ——     | ——     | ——     | ——     | ——     | ——     | ——     | ——     | ——     | ——     | ——     | ——     | ——     | —— |  |
|    |    |    | Zurigo | Zurigo | Zurigo | Basilea | Basilea | Young Boys | Basilea | Basilea | Basilea | Basilea | Zurigo | Zurigo | Zurigo | Zurigo | Zurigo | Zurigo | Zurigo | Zurigo | Zurigo | Zurigo | Zurigo | Zurigo | Zurigo | Zurigo | Zurigo | Zurigo | Zurigo | Zurigo | Zurigo | Zurigo | Zurigo | Zurigo | Zurigo |    |  |
|    |    |    |        |        |        |         |         |            |         |         |         |         |        |        |        |        |        |        |        |        |        |        |        |        |        |        |        |        |        |        |        |        |        |        |        |    |  |
|    |    |    |        |        |        |         |         |            |         |         |         |         |        |        |        |        |        |        |        |        |        |        |        |        |        |        |        |        |        |        |        |        |        |        |        |    |  |
| 1ª | 2ª | 3ª | 4ª     | 5ª     | 6ª     | 7ª      | 8ª      | 9ª         | 10ª     | 11ª     | 12ª     | 13ª     | 14ª    | 15ª    | 16ª    | 17ª    | 18ª    | 19ª    | 20ª    | 21ª    | 22ª    | 23ª    | 24ª    | 25ª    | 26ª    | 27ª    | 28ª    | 29ª    | 30ª    | 31ª    | 32ª    | 33ª    | 34ª    | 35ª    | 36ª    |    |  |

#### Classifica in divenire
|              | 1ª | 2ª | 3ª | 4ª | 5ª | 6ª | 7ª | 8ª | 9ª | 10ª | 11ª | 12ª | 13ª | 14ª | 15ª | 16ª | 17ª | 18ª | 19ª | 20ª | 21ª | 22ª | 23ª | 24ª | 25ª | 26ª | 27ª | 28ª | 29ª | 30ª | 31ª | 32ª | 33ª | 34ª | 35ª | 36ª |
| ------------ | -- | -- | -- | -- | -- | -- | -- | -- | -- | --- | --- | --- | --- | --- | --- | --- | --- | --- | --- | --- | --- | --- | --- | --- | --- | --- | --- | --- | --- | --- | --- | --- | --- | --- | --- | --- |
| Young Boys   | 3  | 4  | 4  | 7  | 8  | 11 | 14 | 17 | 20 | 21  | 24  | 24  | 25  | 26  | 26  | 26  | 29  | 32  | 35  | 36  | 39  | 40  | 43  | 43  | 44  | 45  | 45  | 46  | 47  | 47  | 50  | 53  | 53  | 56  | 57  | 60  |
| Basilea      | 3  | 6  | 9  | 10 | 11 | 12 | 15 | 18 | 19 | 22  | 25  | 26  | 26  | 27  | 30  | 31  | 32  | 33  | 36  | 37  | 37  | 40  | 40  | 41  | 44  | 47  | 50  | 51  | 52  | 53  | 56  | 56  | 57  | 58  | 59  | 62  |
| Losanna      | 0  | 0  | 0  | 1  | 2  | 3  | 3  | 4  | 4  | 7   | 7   | 8   | 8   | 11  | 11  | 12  | 12  | 12  | 12  | 12  | 12  | 12  | 12  | 12  | 12  | 13  | 13  | 16  | 17  | 20  | 20  | 20  | 21  | 22  | 22  | 22  |
| Lugano       | 0  | 3  | 6  | 6  | 6  | 7  | 8  | 11 | 14 | 14  | 14  | 17  | 20  | 23  | 26  | 29  | 30  | 30  | 30  | 33  | 33  | 33  | 36  | 39  | 39  | 42  | 45  | 46  | 46  | 46  | 46  | 47  | 50  | 51  | 54  | 54  |
| Lucerna      | 0  | 1  | 1  | 1  | 2  | 3  | 4  | 4  | 5  | 6   | 9   | 10  | 10  | 10  | 10  | 10  | 11  | 11  | 11  | 11  | 14  | 15  | 18  | 18  | 19  | 22  | 22  | 23  | 24  | 27  | 27  | 30  | 33  | 36  | 37  | 40  |
| Sion         | 0  | 0  | 3  | 4  | 7  | 8  | 9  | 9  | 9  | 9   | 12  | 12  | 15  | 15  | 18  | 18  | 18  | 21  | 24  | 25  | 25  | 26  | 26  | 29  | 30  | 30  | 30  | 30  | 33  | 34  | 34  | 34  | 37  | 37  | 40  | 41  |
| San Gallo    | 3  | 4  | 4  | 5  | 6  | 6  | 6  | 6  | 6  | 9   | 9   | 12  | 15  | 15  | 15  | 15  | 16  | 16  | 19  | 20  | 23  | 26  | 29  | 30  | 31  | 34  | 37  | 40  | 41  | 41  | 44  | 47  | 47  | 47  | 47  | 50  |
| Zurigo       | 3  | 6  | 9  | 12 | 13 | 13 | 14 | 14 | 17 | 20  | 21  | 22  | 25  | 28  | 31  | 34  | 37  | 40  | 43  | 46  | 49  | 50  | 53  | 56  | 59  | 59  | 62  | 63  | 63  | 66  | 69  | 72  | 75  | 76  | 76  | 76  |
| Grasshoppers | 0  | 1  | 4  | 4  | 5  | 6  | 7  | 10 | 13 | 13  | 14  | 17  | 18  | 18  | 18  | 21  | 22  | 23  | 23  | 23  | 26  | 27  | 27  | 27  | 27  | 27  | 27  | 28  | 29  | 32  | 35  | 36  | 36  | 37  | 40  | 40  |
| Servette     | 3  | 3  | 3  | 6  | 7  | 10 | 11 | 12 | 12 | 12  | 12  | 12  | 12  | 15  | 18  | 21  | 22  | 25  | 25  | 28  | 28  | 29  | 29  | 32  | 35  | 35  | 38  | 38  | 41  | 41  | 41  | 41  | 41  | 42  | 43  | 44  |

#### Classifiche di rendimento

##### Rendimento andata-ritorno
| Andata       | Andata | Ritorno      | Ritorno |
|              |        |              |         |
| Zurigo       | 40     | Zurigo       | 36      |
| Basilea      | 33     | San Gallo    | 34      |
| Young Boys   | 32     | Basilea      | 29      |
| Lugano       | 30     | Lucerna      | 29      |
| Servette     | 25     | Young Boys   | 28      |
| Grasshoppers | 23     | Lugano       | 24      |
| Sion         | 21     | Sion         | 20      |
| San Gallo    | 16     | Servette     | 19      |
| Losanna      | 12     | Grasshoppers | 17      |
| Lucerna      | 11     | Losanna      | 10      |

##### Rendimento casa-trasferta
| Casa         | Casa | Trasferta    | Trasferta |
|              |      |              |           |
| Zurigo       | 40   | Zurigo       | 36        |
| Young Boys   | 38   | Basilea      | 30        |
| Lugano       | 33   | Young Boys   | 22        |
| Basilea      | 32   | San Gallo    | 22        |
| San Gallo    | 28   | Lugano       | 21        |
| Servette     | 26   | Grasshoppers | 19        |
| Lucerna      | 22   | Sion         | 19        |
| Sion         | 22   | Lucerna      | 18        |
| Grasshoppers | 21   | Servette     | 18        |
| Losanna      | 14   | Losanna      | 8         |

#### Primati stagionali
Squadre
- Maggior numero di vittorie: Zurigo (23)
- Maggior numero di pareggi: Basilea (17)
- Maggior numero di sconfitte: Losanna (22)
- Minor numero di vittorie: Losanna (4)
- Minor numero di pareggi: Lugano (6)
- Minor numero di sconfitte: Basilea (4)
- Miglior attacco: Young Boys (80 gol fatti)
- Peggior attacco: Losanna (37 gol fatti)
- Miglior difesa: Basilea (41 gol subiti)
- Peggior difesa: Losanna (76 gol subiti)
- Miglior differenza reti: Zurigo (+32)
- Peggior differenza reti: Losanna (-39)
- Miglior serie positiva: Zurigo (17, 9ª-25ª)
- Peggior serie negativa: Losanna (9, 17ª-25ª)
- Maggior numero di vittorie consecutive: Zurigo (9, 13ª-21ª)

Partite
- Più gol (8):

Zurigo-Sion 6-2, 3 ottobre 2021
- Maggior scarto di gol (5): Basilea-Sion 6-1
- Maggior numero di reti in una giornata: 25 gol nella 9ª giornata
- Minor numero di reti in una giornata: 9 gol nella 13ª giornata
- Maggior numero di espulsioni in una giornata: 3 in 10ª giornata, 17ª giornata, 19ª giornata, 21ª giornata, 26ª giornata

### Individuali

#### Classifica marcatori
| Gol | Rigori |  | Giocatore           | Squadra               |
| --- | ------ |  | ------------------- | --------------------- |
| 22  | 5      |  | Jordan Siebatcheu   | Young Boys            |
| 20  | 1      |  | Assan Ceesay        | Zurigo                |
| 15  | 2      |  | Kwadwo Duah         | San Gallo             |
| 14  | 2      |  | Arthur Cabral       | Basilea               |
| 13  | 5      |  | Antonio Marchesano  | Zurigo                |
| 12  | 2      |  | Zeki Amdouni        | Losanna               |
| 12  | 1      |  | Wilfried Kanga      | Young Boys            |
| 11  | 0      |  | Christian Fassnacht | Young Boys            |
| 11  | 2      |  | Kastriot Imeri      | Servette              |
| 11  | 1      |  | Filip Stojilković   | Sion                  |
| 10  | 0      |  | Kaly Sène           | Basilea, Grasshoppers |
| 9   | 3      |  | Žan Celar           | Lugano                |
| 9   | 0      |  | Wilfried Gnonto     | Zurigo                |
| 9   | 0      |  | Jérémy Guillemenot  | San Gallo             |
| 8   | 0      |  | Asumah Abubakar     | Lugano, Lucerna       |
| 8   | 0      |  | Meschak Elia        | Young Boys            |
| 8   | 6      |  | Stjepan Kukuruzović | Losanna               |
| 8   | 0      |  | Filip Ugrinić       | Lucerna               |

#### Media spettatori
| Club         | Pos. | Media  | Totale  | Abbonamenti |
| ------------ | ---- | ------ | ------- | ----------- |
| Young Boys   | 1    | 24 688 | 444 378 |             |
| Basilea      | 2    | 21 882 | 393 867 |             |
| San Gallo    | 3    | 15 514 | 279 257 |             |
| Zurigo       | 4    | 13 192 | 237 463 |             |
| Lucerna      | 5    | 10 420 | 187 556 |             |
| Sion         | 6    | 7 061  | 127 100 |             |
| Servette     | 7    | 6 900  | 124 206 |             |
| Grasshoppers | 8    | 5 870  | 99 793  |             |
| Losanna      | 9    | 5 085  | 91 528  |             |
| Lugano       | 10   | 2 940  | 52 916  |             |

#### Arbitri
- Fedayi San (24)
- Urs Schnyder (21)
- Luca Cibelli (18)
- Stefan Horisberger (18)
- Alain Bieri (17)
- Sandro Schärer (17)
- Lukas Fähndrich (16)

- Luca Piccolo (14)
- Sven Wolfensberger (10)
- Alessandro Dudic (9)
- Adrien Jaccottet (8)
- Esther Staubli (6)
- Lionel Tschudi (2)